# Víctor Mora (Leichtathlet)
Víctor Manuel Mora García (* 29. November 1944 in Bogotá) ist ein ehemaliger kolumbianischer Leichtathlet, der zweimal an Olympischen Spielen teilnahm.
Víctor Mora siegte 1967 und 1969 im 5000-Meter-Lauf bei den Südamerikameisterschaften. 1969 gewann er auch den 10.000-Meter-Lauf, nachdem er 1967 Zweiter hinter dem Argentinier Osvaldo Suárez geworden war. 1971 erhielt Mora auf beiden Strecken Silber hinter dem Chilenen Edmundo Warnke. Mora belegte bei den Olympischen Spielen 1972 den 52. Platz im Marathonlauf. Anschließend blieb er im Rahmen eines Projektes der Entwicklungszusammenarbeit in Deutschland, trainierte bei Arnd Krüger und verbesserte die Landesrekorde über 10 km, 20 km und 1 Stunde. Der Rekord über 1 Stunde (= 20.129 m am 15. August 1973 in Essen), besteht noch heute (2014). Im Oktober gewann der den hervorragend besetzten Rude Pravo-Cross in Prag. 1974 gewann er bei den Zentralamerika- und Karibikmeisterschaften sowohl den 5000-Meter-Lauf als auch den 10.000-Meter-Lauf. Im Jahr darauf siegte er bei den Zentralamerika- und Karibikspielen über 5000 Meter. 1975 gewann Mora bei den Südamerikameisterschaften Gold über 10.000 Meter und hinter seinem Landsmann Domingo Tibaduiza Silber über 5000 Meter. 1976 stellte er im 10.000-Meter-Lauf mit 27:55,72 min seine persönliche Bestzeit auf, bei den Olympischen Spielen 1976 schied er allerdings im Vorlauf aus.
1981 gelang Mora bei den Südamerikameisterschaften ein Dreifachsieg über 5000 Meter, 10.000 Meter und im Halbmarathon. In diesem Jahr stellte er mit 2:12:55 h auch seine Bestzeit im Marathonlauf auf. 1983 siegte er im Marathonlauf bei den Zentralamerika- und Karibikmeisterschaften. 1972, 1973, 1975 und 1981 gewann Mora außerdem den Silvesterlauf von Sao Paulo. Bei einer Körpergröße von 1,70 m lag sein Wettkampfgewicht bei 67 kg.
2008 ist er nach Kanada ausgewandert und lebt in Quebec.